# Scopula nigrisignata
Scopula nigrisignata är en fjärilsart som beskrevs av Louis Beethoven Prout 1934. Scopula nigrisignata ingår i släktet Scopula och familjen mätare. Inga underarter finns listade.